# Cervaro (fiume)
Il Cervaro è un corso d'acqua dell'Italia meridionale della lunghezza di 107 km.

## Percorso
Le sue sorgenti si trovano nel settore meridionale dei monti della Daunia, alle pendici del monte Le Felci (853 m s.l.m.) nel territorio di Monteleone di Puglia. Il suo corso si districa tra le province di Avellino e Foggia (con attraversamento, in quest'ultimo territorio, del tavoliere delle Puglie) per poi sfociare nel lago Salso e dunque in Adriatico, nel golfo di Manfredonia. I principali affluenti di destra sono i torrenti Lavella, Avella, Iazzano e Biletra; da sinistra vi confluiscono i torrenti Pecoraro, Tre Confini, Lavella (omonimo del già citato affluente di destra) e Sannoro. Nel complesso il Cervaro ha un carattere prevalentemente torrentizio, con piene talvolta rovinose (la piena del 2003 raggiunse una portata di 682 m³/s).

## Storia
Il Cervaro è citato nella Naturalis Historia di Plinio il Vecchio con il nome Cerbalus: in quel testo il fiume è ricordato come confine del territorio dei Dauni (Dauniorum finis), senza ulteriori specificazioni. Tuttavia, poiché è storicamente accertato che città daune sorgessero su entrambe le sponde del medio-basso corso del fiume (dal Subappennino alla foce), tale passo è stato sempre di difficile interpretazione. Secondo certe ipotesi Plinio voleva forse alludere all'alto corso del Cervaro che scorre stranamente parallelo alla linea spartiacque appenninica tra Apulia e Campania, lungo l'orlo orientale della sella di Ariano, ma è anche plausibile che egli in realtà intendesse riferirsi al Candelaro, un torrente che scorre proprio lungo il margine nord-orientale del Tavoliere e la cui foce è adiacente a quella del Cervaro, senza escludere che in tempi antichi i due corsi d'acqua potessero essere tra loro confluenti; rimane però il fatto che anche il promontorio del Gargano (benché situato oltre il Candelaro) era certamente abitato dai Dauni, sebbene la sua densità di popolazione dovesse essere nettamente inferiore a causa dell'asperità del territorio. Secondo una terza ipotesi, il Cervaro poteva invece rappresentare una sorta di confine interno tra i Dauni propriamente detti (a sud) e i Dauni di lingua osca (a nord); questi ultimi, maggiormente influenzati dai vicini Sanniti, erano noti anche con il nome di Apuli, benché secondo Strabone tale etnonimo fosse generalmente riferito a tutti gli abitanti dell'Apulia. Altri ancora ipotizzano che si trattasse di un banale errore, oppure ritengono che Plinio intendesse associare la qualifica di "confine dei Dauni" non al fiume Cerbalus, bensì alla sconosciuta località costiera di Portus Aggasus citata immediatamente dopo.
Nell'alto medioevo (anno 774) il corso d'acqua era detto flumen Cerbarum, mentre nel XVII secolo era comunemente chiamato Cervaria. Una località abitata dell'Apulia denominata Cervarium risultava però attestata fin dal VI secolo da Procopio di Cesarea.
I ruderi del grande ponte romano della via Traiana (nella tratta Aecae-Herdoniae) emergono con corposa evidenza presso la masseria Ponte Rotto, tra Troia e Castelluccio dei Sauri. Più a monte non sono state invece ritrovate le vestigia di due ponti della via Herculia nella zona di Ariano Irpino (l'antica Aequum Tuticum), benché i cippi miliari rinvenuti in zona non lascino dubbi sull'esistenza di un doppio attraversamento.